# Richard W. Austin
Richard Wilson Austin, född 26 augusti 1857 i Decatur, Alabama, död 29 april 1919 i Washington, D.C., var en amerikansk republikansk politiker. Han var ledamot av USA:s representanthus 1909–1919.
Austin utexaminerades 1873 från University of Tennessee, studerade sedan juridik och inledde 1878 sin karriär som advokat i Knoxville. Han var senare verksam som stadsåklagare i Decatur i Alabama. År 1893 återvände han till Knoxville och blev ansvarig utgivare för Knoxville Republican. Han tjänstgjorde som federal sheriff 1897–1906. År 1909 efterträdde han Nathan W. Hale som kongressledamot och efterträddes 1919 av J. Will Taylor. Austin avled senare samma år och gravsattes på Old Grey Cemetery i Knoxville.